# کوین پیلکینگتون
کوین پیلکینگتون (انگلیسی: Kevin Pilkington؛ زادهٔ ۸ مارس ۱۹۷۴) بازیکن فوتبال اهل بریتانیا است.
از باشگاه‌هایی که در آن بازی کرده‌است می‌توان به باشگاه فوتبال ویگان اتلتیک، باشگاه فوتبال سلتیک، باشگاه فوتبال منچستر یونایتد، باشگاه فوتبال روترهام یونایتد، باشگاه فوتبال نوتس کانتی، باشگاه فوتبال لوتون تاون، باشگاه فوتبال پورت ویل، باشگاه فوتبال منزفیلد تاون، و باشگاه فوتبال روچدیل اشاره کرد.